# Bell Lake Provincial Park
Bell Lake Provincial Park är en provinspark i Manitoba i Kanada. Den ligger i västra delen av provinsen vid Bell Lake, nära samhället Birch River och ca 40 mil nordväst om Winnipeg.